# Straßenbahn Sendai

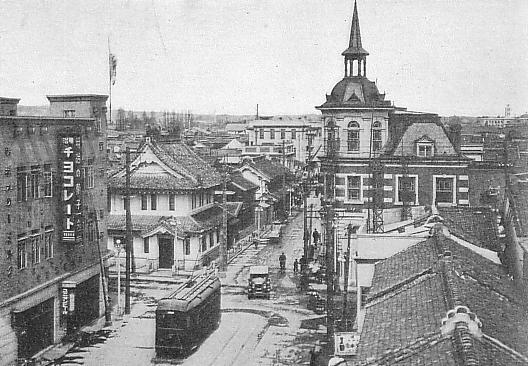
Blick auf die Innenstadtstichstrecke

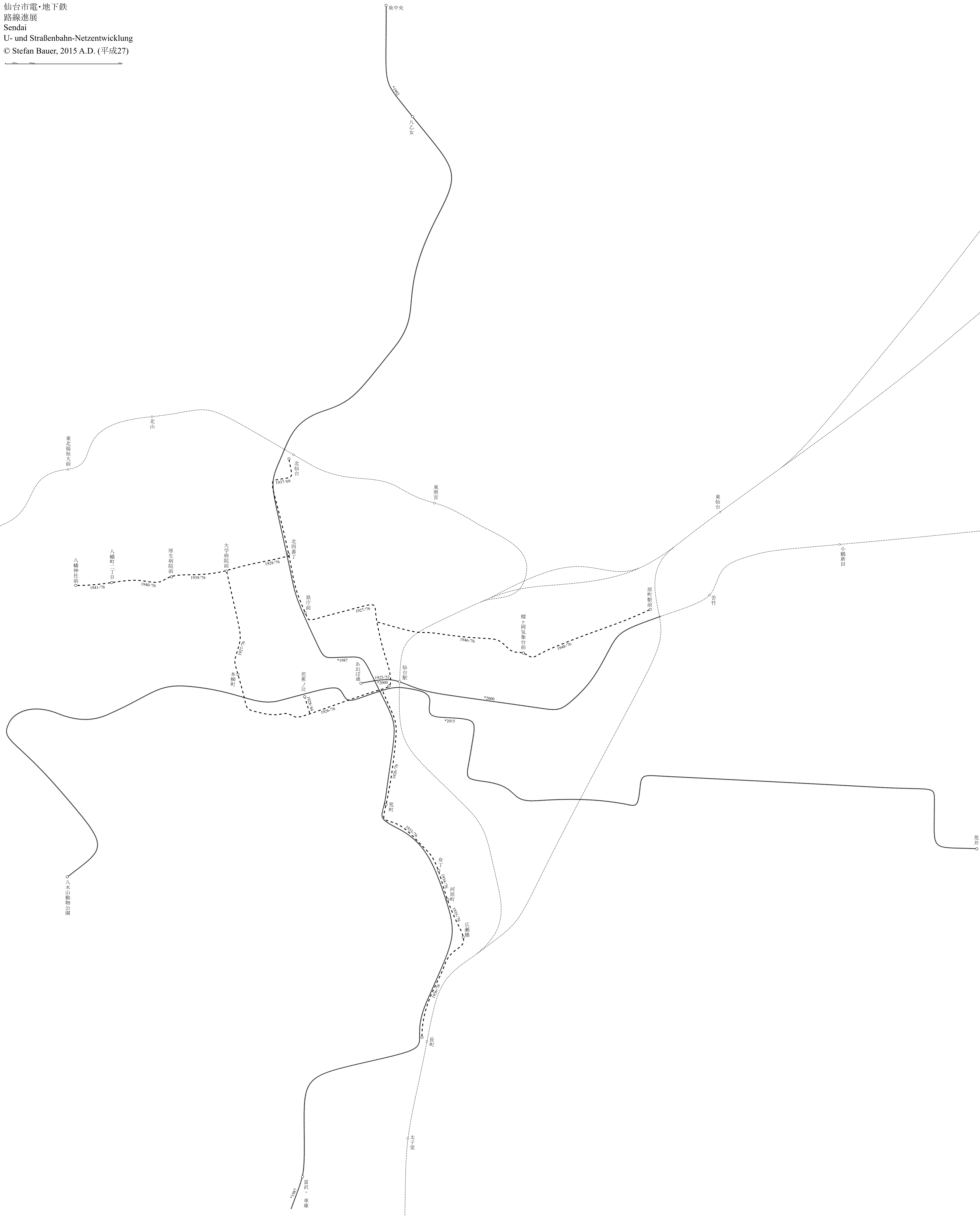
Netzentwicklung (durchgezogen = Bestand, unterbrochen = stillgelegt)

Die Straßenbahn Sendai bzw. Städtische Straßenbahn Sendai (jap. 仙台市電, Sendai-shiden) war das Straßenbahnnetz der Stadt Sendai auf der Insel Honshū in Japan.
Es wurde seit der Eröffnung 1926 durch das städtische Verkehrsamt (仙台市交通局, Sendai-shi Kōtsū-kyoku) betrieben, bis in die Nachkriegszeit stetig erweitert und 1976 eingestellt.
Nach langjährigen, immer wieder unterbrochenen Planungen zur Einrichtung eines innerstädtischen Schienenverkehrs gelang es der Stadt erst am 25. November 1926, ihren Straßenbahnbetrieb aufzunehmen.
Zuerst baute man eine Innenstadtringlinie mit einem Südast vom Hauptbahnhof nach Aramachi (荒町). Erst in den 1930er-Jahren konnte dieser sukzessive bis Nagamachi (長町) erweitert und anschließend ein Nordast zum Nordbahnhof und ein Westast bis zum Hachiman-Schrein (八幡神社) in Angriff genommen werden, der erst 1941 fertiggestellt wurde.
Die kurze Stichstrecke von Süden ins Zentrum bis Bashōnotsuji (芭蕉の辻) wurde nach Kriegszerstörung nicht wiederaufgebaut, stattdessen errichtete man einen neuen Ostast, der unmittelbar nördlich des Hauptbahnhofs zum Bahnhof Haranomachi (原町駅) abzweigte. Somit wurde die größte Netzausdehnung mit 16 km erreicht.
Aufgrund der veränderten Verkehrspolitik und in Erwartung des Baus einer U-Bahn wurden zuerst der Nordast 1969, das restliche Netz vollständig Ende März 1976 stillgelegt. Bis zur Inbetriebnahme der ersten U-Bahn-Linie 1987 verkehrten daraufhin ausschließlich Busse; eine zweite Linie wurde erst Ende 2015 eröffnet.
Das Verkehrsamt betreibt ein Museum mit originalen Fahrzeugen im U-Bahn-Depot Tomizawa (富沢).